# Forbes Islands National Park
Forbes Islands National Park är en park i Australien. Den ligger i delstaten Queensland, omkring 2 000 kilometer nordväst om delstatshuvudstaden Brisbane. Den ligger på ön Forbes Islands.
Trakten är glest befolkad. Det finns inga samhällen i närheten.